# 석수 (수호전)

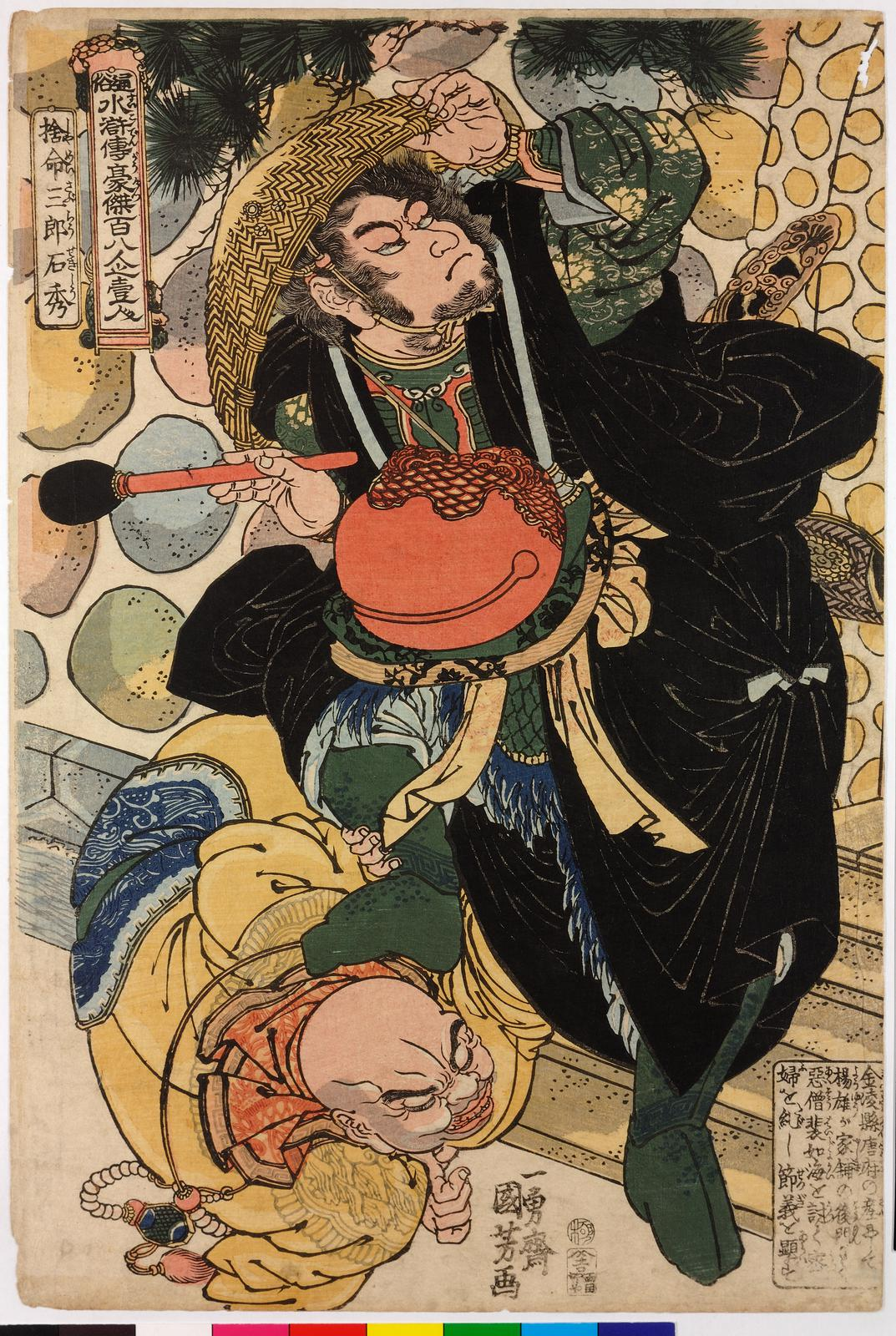

석수(石秀)는 중국의 사대기서(四大奇書) 중 하나인 《수호전》(水滸傳)에 등장하는 인물로, 108성 중 33위이자 천강성(天罡星)의 천혜성(天慧星)에 해당한다. 의협심이 풍부하고 목숨을 내던지는 것도 아끼지 않는 셋째라는 뜻의 반명삼랑(拚命三郞)이라는 별호로 불린다. 양웅과는 의형제를 맺었다. 머리 회전이 빠르고 촉이 예리한 면이 있는 반면 우직하고 외골수인 성격으로 혼자서 마음먹은 끝에 바로 행동에 나서는 면이 있다. 양산박에서는 잠입, 척후 등의 역할도 맡아 활약한다.

## 생애
아버지는 정육점을 하였고 삼촌과 함께 행상하고 있었지만, 삼촌이 죽은 후에는 장작 장수였다. 양웅이 불량배 장보에게 얽혀 있는 것을 보고 구해낸다. 공손승을 찾으러 다니던 대종 및 양림 등의 극찬을 받으며 우호를 맺었다. 이윽고 양웅과도 의기투합해 의형제를 맺는다. 그대로 양웅의 집에 살게 되었고, 양웅의 장인어른인 반 노인의 권유로 정육점을 시작하였다. 그러나 형수 반교운이 전 남편 공양을 하던 승려인 배여해와 불륜관계에 있음을 알고 양웅에게 충고한다. 그러나 반교운은 오히려 남편에게 석수 욕을 퍼부었고, 아내를 믿었던 양웅은 석수를 내쫓았다. 석수는 변명하지 않고 양웅의 집을 떠나 불륜의 증거를 찾아 마침내 배여해를 살해하였다. 이에 양웅도 자신의 잘못을 깨닫고 석수 앞에서 아내에게 진실을 고백하게 한 뒤에 아내 반교운을 죽이고 다시 의형제의 맹세를 새롭게 하였다. 우연히 그 광경을 목격한 도둑 시천과 함께 셋이서 대종·양림 등이 있는 양산박에 들어가기로 결심한다.
하지만 양산박으로 가는 길에 있던 축가장에서 시천이 닭을 훔치면서 붙잡히고 만다. 양웅의 옛 지인인 두흥에게 부탁하고 두흥이 모시는 사람이자 축가장의 이웃인 이가장의 주인 이응을 통해 시천의 석방을 청하지만 축가장은 이를 거부하고 이응이 부상 당하고 만다. 부득이 양웅과 석수는 양산박의 수령인 조개에게 구원을 청한다. 양산박은 송강을 총대장으로 축가장에 출진하나 고전하였다. 그러나 양산박에 합류하려는 손립이 계략으로 축가장에 합류, 축가장 측을 믿게 하기 위해 석수는 일부러 손립에게 사로잡힌다. 이윽고 손립 등의 내부 배신으로 축가장을 깨트리고, 석수는 축조봉의 목을 벤다.
양웅과 함께 양산박에 들어간 뒤에는 여러 전투에 출전한다. 북경 대명부의 상인 노준의를 양산박으로 끌어들일 때는 양웅과 북경 대명부로 가던 중 우연히 마주친 연청으로부터 노준의의 위기를 전해 듣고 처형당할 뻔한 노준의를 구하기 위해 단신으로 형장에 난입했으나 반대로 생포되고 만다. 그 후 양산박군이 북경 대명부를 함락할 때 노준의와 함께 구출되었다. 108명이 양산박에 모인 후에는 보군 두령의 제8위로서 보병을 이끈다. 이후에도 요나라 전투, 방랍과의 전투 등에서도 활약한다. 주로 정찰·적지 잠입·방화 등의 공작을 하여 공이 있었다. 그러나 방랍의 항주를 함락시킨 후, 욱령관에서 척후로 나갔다가 방만춘의 복병에게 사격을 받고 사진 등과 함께 사망하였다.